# Дайрабаев, Жигули Молдакалыкович
Жигули́ Молдакалы́кович Дайраба́ев (каз. Жигули Молдахалықұлы Дайрабаев; род. 29 октября 1954) — казахстанский политический деятель, депутат Верховного совета Казахстана XII созыва (1990—1993) и VIII созыва Мажилиса Парламента Казахстана от НДПП Ауыл (с 2023 года), председатель Ассоциации фермеров Казахстана, кандидат в президенты страны на выборах 2022 года.

## Биография
Жигули Дайрабаев родился 29 октября 1954 года. В одном из интервью он рассказал, что отец назвал его в честь Жигулёвских гор. Дайрабаев работал помощником пастуха и водителем, в 1974―1977 годах был секретарём комитета комсомола колхоза «Путь к коммунизму» (Луговской район Джамбульской области, в 1977—1980 — председателем профсоюзного комитета этого колхоза. В 1980 году Дайрабаев стал председателем Каменского сельского исполнительного комитета. В 1985―1987 годах он занимал пост секретаря парткома овцесовхоза «Алгабас» Луговского района.
В 1987―1995 годах Дайрабаев был председателем правления колхоза имени Джамбула Луговского района, в 1995―1997 — директором совхоза «Корагаты». В 1990 −1993 годах он заседал в XII созыве Верховного Совета Казахстана. В 1997―2001 годах был начальником Управления статистики района Т. Рыскулова, в 2001―2009 — директором хлебоприёмного предприятия «Берликский» Шуского района, директором «Казексим-Мерке» Меркенского района, в 2009―2015 — генеральным директором ТОО «MOLBAL», в 2015―2019 — председателем Жамбылского областного филиала РОО «Союз фермеров Казахстана». В 2019 году стал председателем правления Ассоциации фермеров Казахстана, в 2022 — депутатом Национального Курултая при Президенте Республики Казахстан и председателем Комитета агропромышленного комплекса Президиума НПП «Атамекен».
В 2022 году Дайрабаев выдвинул свою кандидатуру в президенты Казахстана на внеочередных выборах и стал первым зарегистрировавшимся кандидатом. Он набрал 3,42 % голосов.
В 2023 году Дайрабаев был избран депутатом VIII созыва Мажилиса Парламента Казахстана от партии «Ауыл».

## Личная жизнь
Жигули Дайрабаев женат, имеет троих детей и семерых внуков.
В ходе предвыборной кампании 2022 года СМИ сообщали, что двое сыновей Дайрабаева, Дидар Молдакалык и Марат, стали фигурантами уголовного дела из-за обвинений в хищениях и мошенничестве. Позже их приговорили к пяти годам лишения свободы условно с конфискацией имущества.

## Награды
Медали
- Медаль «10 лет независимости Республики Казахстан»
- Медаль «25 лет независимости Республики Казахстан»
- Медаль «30 лет независимости Республики Казахстан»
- Ветеран труда Республики Казахстан
- Отличник сельского хозяйства Республики Казахстан

Почётные звания
- Почётный гражданин района имени Турара Рыскулова Жамбылской области
- Почётный гражданин Жамбылской области